# TOCA Race Driver 3
TOCA Race Driver 3 è un videogioco simulatore di guida sviluppato dalla Codemasters. Il gioco è uscito in Europa il 24 febbraio 2006 per PC, PlayStation 2, Xbox mentre una versione per PlayStation Portable (PSP) è stata distribuita il 16 febbraio 2007. Il titolo, il sesto della fortunata serie TOCA, si può considerare come il predecessore di Race Driver: GRID.

## World Tour
La carriera inizia con il giocatore a guidare una Mercedes nel campionato DTM al terzo giro di una corsa all'Oschersleben. A fine gara un meccanico di nome Rick si offre di aiutarci a diventare piloti migliori, da qui inizia la nostra carriera dove dovremo gareggiare in circuiti di tutto il mondo, passando dalle Touring Cars alle gare di sterrato, senza dimenticare le Open Wheel Cars e molte altre, fino a guidare una Williams.

## Carriera
In questa modalità si potranno fare tutti i campionati, scegliendoli da 6 categorie:
- Classics
- GT
- Oval
- Touring Car
- Off Road
- Open Wheel

Inoltre esistono altri due campionati, il primo (chiamato TMS) si corre sui vari layout di Bedford, in una sfida alla ricerca del giro veloce che si farà a pista vuota, il secondo è il campionato bonus Honda, con gare di monoposto, modelli che hanno fatto la storia Honda, e perfino falciatrici.